# Projekt 1300
Projekt 1300 Deckname: Chelnok (russisch Челнок für „Einbaum“) ist eine Klasse von kleinen Minenräumbooten, die von der Sowjetischen Marine für das ferngesteuerte Räumen von Seeminen in Flüssen entwickelt wurde. Sechs Boote wurden von der Sowjetunion ab 1979 gebaut.

## Beschreibung
Projekt 1300 wurde für das Räumen von Grundminen in Wassertiefen von drei bis dreißig Metern entwickelt, wie sie in Flüssen vorkommt. Die Boote sollen auf Lastkraftwagen oder Zügen zum Einsatzort transportiert werden, wo sie ferngesteuert eine Strecke abfahren und mit einer großen Zylinderspule (Solenoid) ein starkes Magnetfeld erzeugen, das den Zündern in Magnetminen ein großes Zielschiff vortäuscht und sie zur Explosion bringt. Eine ähnliche Technik wurde von den Booten des Projekts 1253 und der deutschen Seehund-Klasse für tiefere Gewässer angewendet.
Bug und Heck sind gleich geformt und mit je einem Propeller ausgerüstet, so dass die Boote in schmalen Flüssen nicht wenden müssen. Die Rümpfe sind aus Stahl und verstärkt, um Minenexplosionen besser zu widerstehen.
Bewaffnet sind die Boote nicht.

## Einheiten und Verbleib
Der Prototyp Projekt 1300 und fünf Boote des modifizierten Projekts 13000 mit verändertem Mast wurden gebaut. Bis 2014 waren zwei außer Dienst gestellt.